# Louise Laridon
Pour les articles homonymes, voir Laridon.
Louise Laridon, née à Liège le 15 décembre 1868 et morte à Anvers le 22 mai 1943, est une artiste peintre, aquarelliste et pastelliste belge.
Son champ pictural de facture réaliste couvre les paysages, les figures et les natures mortes. 
Elle expose au Salon de Bruxelles de 1914.
Ses œuvres sont notamment conservées au Musée royal des Beaux-Arts d'Anvers.

## Biographie

### Famille
Louise (Louise Julienne) Laridon, née rue de la Cathédrale no 65 à Liège le 15 décembre 1868, est la fille de Joseph Louis Laridon (1829-1883), négociant et ingénieur, et de Marie Catherine Vanzeveren (1833), négociante. Sa sœur est l'artiste peintre Lucy Laridon (1872-1950). Lors de son exil en Grande-Bretagne, elle épouse le 29 décembre 1914 le peintre et sculpteur Émile Vloors (1871-1952).

### Formation
Louise Laridon étudie à l'Académie royale des beaux-arts d'Anvers, où elle a comme professeur le peintre paysagiste Pierre Van Havermaet. Elle parfait sa formation à l'Académie Julian à Paris.

### Carrière

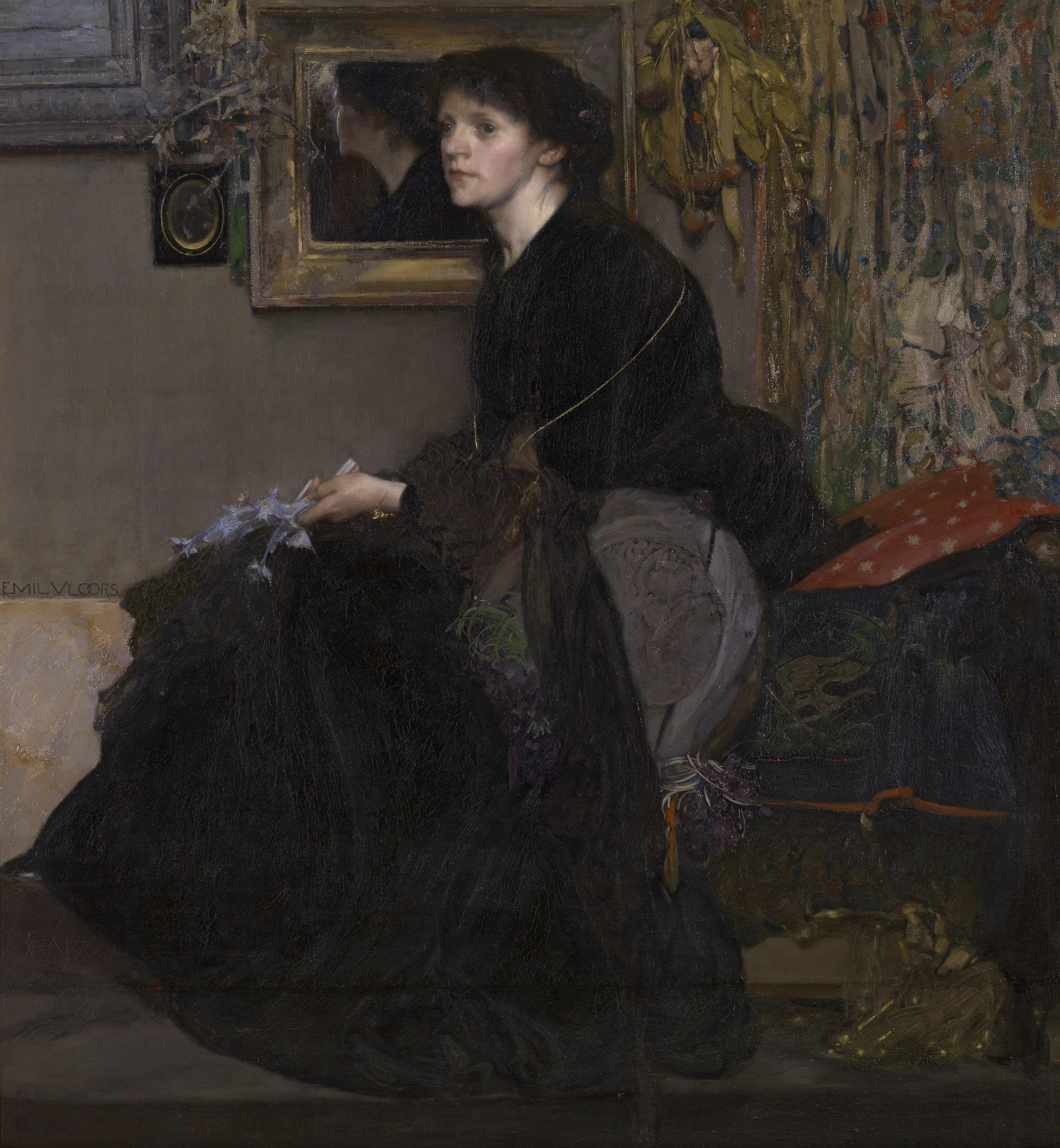
Le Chardon bleu ou portrait de Louise Laridon (1904) par Émile Vloors.

Louise Laridon expose au Salon d'Anvers de 1904 et à l'Exposition universelle de 1913 à Gand. Au Salon de Bruxelles de 1914, elle envoie une nature morte intitulée Fleurs d'automne. Jusqu'en octobre 1912, elle est maîtresse de dessin à l'école primaire supérieure à Anvers.
Modèle et muse du peintre Émile Vloors, qu'elle rencontre à l'Académie d'Anvers, peu avant 1900, elle épouse l'artiste lors de son exil en Grande-Bretagne en 1914. Sa sœur Lucie, inséparable de son aînée, vit avec le couple.
Louise Laridon meurt subitement, d'une crise cardiaque à Anvers le 22 mai 1943, à l'âge de 74 ans. Elle est inhumée au Schoonselhof.

## Œuvre

### Caractéristiques
Son champ pictural de facture réaliste couvre les paysages, les figures et les natures mortes à caractère floral.

### Collection muséale
- Musée royal des Beaux-Arts d'Anvers : Azalée (1906), aquarelle sur papier, format 59 × 49 cm, inventaire no 2599, acheté à Émile Vloors, mari de l'artiste, en 1945[5].